# 長谷川哲夫
長谷川 哲夫（はせがわ てつお、本名；伊藤 哲夫、1938年〈昭和12年〉7月15日 - 2023年〈令和5年〉1月1日）は、日本の俳優。富山県下新川郡出身。身長175cm、体重67kg。血液型はB型。オフィスのいり所属。趣味はゴルフ。

## 来歴・人物
俳優座養成所の第10期生（同期は西沢利明、砂塚秀夫、中野誠也、和田周、谷育子）。
1962年にテレビドラマデビュー。
『水戸黄門』では徳川綱吉を18年間演じ（歴代の綱吉役では最長）、34回ゲスト出演。各時代劇作品にも将軍役としてセミレギュラー出演していた。
TBSホームドラマ・大映制作のドラマにも複数出演していた。
妻は伊藤弘子、娘は上原真美。妻方を通じて千田是也、ジェリー伊藤、中川安奈らと縁戚関係にある（外部リンクの「関連家系図」参照）。
2023年1月1日、内臓疾患のため東京都内の自宅で死去。84歳没。

## 出演

### テレビドラマ

#### NHK
- 愛とおそれと（1962年）
- 連続テレビ小説
  - おはなはん（1966年）
  - おしん（1983年） - 並木宗男 役
- 大河ドラマ
  - 竜馬がゆく（1968年） - 益田右衛門介 役
  - 天と地と（1969年） - 加治大和守 役
- 御宿かわせみ 第10話「女主人殺人事件」（1980年）
- 土曜ドラマ
  - 離婚（1980年） - 孝夫 役
- 中学生日記
- 理想の生活（2005年） - 榎本庄二 役
- 夏雲あがれ（2007年） - 河内守吉長 役

#### 日本テレビ
- グランド劇場 / 竹千代と母（1970年） - 松平広忠
- 太陽にほえろ! 第71話「眠りの中の殺意」（1973年） - 神谷雅彦
- はぐれ刑事 第6話「姉弟」（1975年）
- 新五捕物帳 第51話「ふたつ名を持つ男」（1978年） - 同心・桑原
- 愛のトロフィー（1978年 - 1979年） - 白石幸平 役
- 猿飛佐助 第4話「甲賀忍法 化け返し」（1980年） - 須田俊一郎
- 幻之介世直し帖 第3話「はやぶさ尼寺に舞う」（1981年） - 一柳豊後守
- 火曜サスペンス劇場
  - 松本清張の花氷（1982年） - 坂本吉雄 役
  - 女弁護士・高林鮎子 第3作（1988年） - 菊田藤夫 役
  - 女監察医・室生亜季子 第19作（1995年） - 桜井医師 役
  - 弁護士・高林鮎子 第20作（1997年） - 谷口警部 役
  - 転勤判事 第3作（1998年） - 小松久司 役
  - 追跡 第4作（1998年） - 西口俊彦 役
  - 警部補 佃次郎 第21作（2005年） - 真田一樹 役
- 刑事物語'85 第13話「いじめの果て」（1985年）
- 銭形平次 第5話「江戸っ娘気質」（1987年） - 同心・堀江
- 長七郎江戸日記
  - 第2シリーズ
    - 第15話「三途の橋」（1988年） - 植木又兵衛
    - 第39話「怠なれど愚ならず」（1989年） - 剣持帯刀

  - 第3シリーズ SP「長七郎の陰謀」（1991年） - 駿河大納言忠長
- 八百八町夢日記 SP「おりん無惨!今蘇る関が原の戦い」（1990年） - 徳川家斉 役
- 江戸の用心棒II 第5話「当世殺しの人事」（1995年） - 弥五郎 役
- 銀狼怪奇ファイル（1996年） - 河合教授 役

#### TBS
- 松本清張シリーズ・黒い断層 第42回「火の記憶」（1961年）
- 七人の孫（1964年 - 1966年）
- 木下恵介劇場・木下恵介アワー
  - 喜びも悲しみも幾歳月（1965年） - 野津
  - 記念樹（1966 - 1967年） - 池貝健 役
  - 二人の世界（1970年 - 1971年） - 林田
- ザ・ガードマン
  - 第45話「女は見ていた」（1966年）
  - 第183話「死の山に消えた現金」（1968年） - 柿沼
  - 第217話「教育ママ殺人事件」（1969年）
  - 第231話「うるさい夫を片づける方法」（1969年）
  - 第252話「俺の女房は悪魔のお使い」（1970年）
  - 第266話「団地・マイホーム殺人」（1970年）
  - 第282話「怪談・満月の夜は狼女が狂う」（1970年）
  - 第289話「蝶々の惚れた男で苦労する」（1970年）
  - 第304話「ハレンチ夫婦の幽霊殺人」（1971年）
  - 第317話「恋人を殺して姉弟心中」（1971年）
  - 第326話「年上の妻の華やかな犯罪」（1971年）
  - 第345話「まあ恥ずかしい! スターの告白」（1971年）
  - 第349話「16歳の花嫁に夫が二人?」・第350話「さよならガードマン! また逢う日まで」（1971年） - 有田
- 水戸黄門
  - 第1部 第15話「わしは天下の風呂番だ -今治-」（1969年11月10日） - 旅籠”弁天屋”番頭 彦造
  - 第2部 第15話「叱られた黄門さま -山形-」（1971年1月4日） - 早川綜一郎
  - 第6部 第30話「希望の灯 -成田-」（1975年10月20日） - 与平
  - 第8部 第15話「殺しを誘う薪能 -和歌山-」（1977年10月24日） - 徳川光貞
  - 第11部
    - 第3話「悲願を賭けた砲術くらべ -米沢-」（1980年9月1日） - 上杉吉憲
    - 第22話「黄門様の子守唄 -伊勢原-」（1981年1月12日） - 織部新一郎

  - 第13部 - 第28部（1982年 - 2000年） - 徳川綱吉
  - 第31部 第6話「娘剣士の上意討ち -吉田-」（2002年11月18日） - 中村与左衛門
  - 第32部 第11話「紅花咲かせた豪傑女医 -山形-」（2003年10月27日） - 井筒屋清兵衛
  - 第33部 第8話「陰謀暴いた忍ぶ恋 -淡路-」（2004年8月9日） - 吉村竹蔵
  - 第34部 第16話「お転婆ふたり恋の港町 -酒田-」（2005年5月9日） - 藤野軍左衛門
  - ナショナル劇場50周年記念スペシャル（2006年3月13日） - 水城仙右衛門
  - 第36部 第6話「印籠の故郷守る師弟愛 -輪島-」（2006年8月28日） - 藤川主悦
  - 第37部 第12話「剣では得られぬ宝物 -十和田-」（2007年6月25日） - 南部重信
- キイハンター
  - 第121話「地獄の待合室に行く男」（1970年） - 辰野
  - 第177話「殺しはキッスで始まった」（1971年） - マリノ
  - 第215話「真夜中のキッスは殺しの招待状」（1972年）
- 新・平四郎危機一発 第20話「殺人者の横顔」（1970年）
- ポーラテレビ小説
  - 花もめん（1970年） - 松本
  - こおろぎ橋（1978年） - 竹本晋作 役
- 女と味噌汁　その20／21 (1971年）
- 大岡越前
  - 第2部 第19話「新助そばの悲願」（1971年9月20日） - 新助 役
  - 第7部 第13話「目撃者はお高祖頭巾の女」（1983年7月18日） - 葉山清之進 役
- 知らない同志（1972年）
- ありがとう第3シリーズ（1973年 - 1974年） - 滝本新太郎 役
- 江戸を斬る
  - 江戸を斬る 梓右近隠密帳（1973年 - 1974年） - 徳川家光 役
  - 江戸を斬るII 第9話「初春・喧嘩纏」（1976年） - 前田斉泰 役
  - 江戸を斬るVII 第2話「桜吹雪が悪を裁つ」（1987年） - 徳川家慶 役
- 愛をください（1974年） - 明石宗也 役
- 寿の日（1975年） - 畑哲也 役
- 早春物語（1976年）
- あしたの海（1977年9月11日） - 谷岡 役
- 風が燃えた（1978年） - 金子堅太郎 役
- 道 (テレビドラマ)（1978年） - 高野浩平 役
- 女の一生（1979年）
- 雪姫隠密道中記（1980年） - 徳川家光 役
- 関ヶ原（1981年） - 前田利長 役
- 噂の刑事トミーとマツ 第2シリーズ 第15話「笑撃のガンプレイ! 噴火口の対決」（1982年） - 村田助教授 役
- 淋しいのはお前だけじゃない（1982年）
- ザ・サスペンス / 悪魔のような完全犯罪（1983年）
- 不良少女とよばれて（1984年） - 西村朝男の父 役
- スクール☆ウォーズ（1984年 - 1985年）
- 少女に何が起こったか（1985年）
- 愛ってなに（1985年）
- ガンコおやじに敬礼!（1985年） - 岩倉進 役
- 早春物語 〜私、大人になります〜（1986年）
- おんなは一生懸命 第十八回（1987年） - 水川ディレクター 役
- 徳川家康（1988年） - 増田長盛 役
- 代議士の妻たちII（1989年） - 林原浩 役
- スクールウォーズ2　(1990年）
- 渡る世間は鬼ばかり
  - 第2シリーズ（1994年） - 塚田文太 役
  - 第3シリーズ（1996年） - 奥田
  - 2017年3時間スペシャル（2017年） - 高野浩平 役
  - 3時間スペシャル2018（2018年） - 高野浩平 役
- 番茶も出花（1997年） - 谷沢勝利 役
- 女囚〜塀の中の女たち（1997年）
- ザ・ドクター（1999年） - 山川院長 役
- サラリーマン金太郎（1999年） - 長瀬敏行 役
- 3年B組金八先生（1999年 - 2005年） - 和田政伸 役
- 月曜ドラマスペシャル / 早乙女千春の添乗報告書2（1996年） - 青沼義郎 役
- 月曜ミステリー劇場
  - 警察庁特別広域捜査官 宮之原警部シリーズ 丹後浦島伝説殺人事件（2003年） - 仙頭昌博
  - 税務調査官・窓際太郎の事件簿 第11作（2004年） - 河内正造 役
- 月曜ゴールデン
  - 十津川警部シリーズ 第37作（2006年） - 長嶺悟 役
  - 浅見光彦シリーズ 第27作（2009年） - 長屋敬三 役
- 特命!刑事どん亀（2006年） - 中丸龍三 役
- となりの芝生（2009年）

#### フジテレビ
- 銭形平次
  - 第270話「女湯の十手」（1971年） - 佐吉
  - 第314話「雨傘を干す女」（1972年） - 神田弥一郎
  - 第580話「女の水鏡」（1978年） - 与助
  - 第670話「手鏡を抱く女」（1979年） - 宇之助
  - 第878話「悪同心の野望」（1983年） - 田坂半蔵
- トリプル捜査線 第3話「パンダにさらわれた少年」（1973年）
- ライオン奥様劇場 / 積木の箱（1975年）
- 同心部屋御用帳 江戸の旋風 第38話「幼い疑惑」（1976年）
- 標的（1979年）
- 服部半蔵 影の軍団 第11話「花嫁と暗殺の鬼」（1980年） - 浦戸伊三郎
- 旅がらす事件帖 第15話「さすらいの他人船」（1981年） - 佐平
- ことしの牡丹はよいぼたん（1983年）
- 時代劇スペシャル  / どくろ銭（1984年） - 徳川綱吉 役
- スケバン刑事 第21話「父さんを殺したのはお前だ!!」、第22話「地獄に落ちろ! 悪魔の一族」（1985年） - 麻宮俊也
- 山村美紗サスペンス / 死を呼ぶ醍醐の桜狩（1990年4月）
- お江戸捕物日記 照姫七変化 第4話「にせ小判を追え!」（1990年）
- 世にも奇妙な物語 / UFO（1991年）
- 六つの離婚サスペンス / 埋没社員（1992年）
- 親愛なる者へ（1992年） - 佐々木部長 役
- 砂の城（1997年） - 大橋隆三 役
- きらきらひかる（1998年） - 蔵島幸彦 役
- 金曜エンタテイメント→金曜プレステージ
  - おばさんデカ 桜乙女の事件帖 第4作（1996年） - 梅原隆夫 役
  - 浅見光彦シリーズ
    - 第5作（1997年） - 属直樹
    - 第10作（2000年） - 金野為造
    - 第16作（2003年） - 笠森政三
    - 第24作（2006年） - 吉村禄郎
    - 第32作（2008年） - 大貫泰三
    - 第37作（2010年） - 松波公一郎

  - しあわせギフトお届け人1（2003年） - 中津玄松 役
  - 温泉名物女将!湯の町事件簿 第4作（2003年） - 下中和正 役
  - 深川東署・特命人情捜査班 朝田真平（2014年） - 小宮山公一 役
- 赤と黒のゲキジョー / 浅見光彦シリーズ 第51作（2014年） - 阿部幸正 役

#### テレビ朝日
- 二十四の瞳（1967年）
- 帰って来た用心棒 第6話「粟田口の迎撃」（1968年）
- 天を斬る 第23話「石に咲く花」（1970年）
- 軍兵衛目安箱（1971年） - 仁助
- だいこんの花（1972年） - 永山勇
- お嫁に行きます (1973年のテレビドラマ)（1973年） - 間宮昌宏 役
- 破れ傘刀舟悪人狩り 第35話「流れ者の挽歌」（1975年） - 猪之吉 役
- 破れ奉行 第22話「死神が乗った流人船」（1977年） - 村上鉄之助
- お手々つないで（1977年 - 1978年、NBN・ABC・HTB・KHB・KSB・UHT・KBCとの共同制作） - 岩谷 役
- 見えない影（1979年） - 織原信一 役
- 非情のライセンス 第3シリーズ 第12話「兇悪の骨・肌を売る捜査官」（1980年） - 野木捜査官
- 森繁久彌のおやじは熟年（1981年） - 大文字修一 役
- 悪女の招待状（1982年）
- 特捜最前線
  - 第335話「愛人バンクの女!」（1983年）
  - 第377話「住宅街の殺人ゲーム!」（1984年） - 川田清一
  - 第456話「終着駅の女I 新宿駅・田所初江の蒸発!」（1986年） - 田所
- 必殺仕事人IV 第29話「主水 せんとりつの葬式を出す」（1984年） - 長右衛門
- 私鉄沿線97分署
  - 第12話「ブタとお経とドクトルと…」（1985年） - 水谷
  - 第78話「ブルとオサムがパンチ合戦!?」（1986年）
- ザ・ハングマンシリーズ
  - ザ・ハングマン4 第22話「検察官が新種の麻薬づくりを強要する!」（1985年） - 沖田農政技官
  - ザ・ハングマンV 第25話「代理ママの製造ベビーが売られる!」（1986年） - 佐々木京介（武宮徳蔵衆議院議員公設第一秘書）
- 三匹が斬る! 第4話「赤トンボ 花嫁行列 通りゃんせ」（1987年）
- 名奉行 遠山の金さん 第1シリーズ 第11話「罠にかかった奉行」（1988年） - 駒吉 役
- 続・三匹が斬る! 第2話「雇われの、三日亭主で剣難女難!」（1988年） - 松崎修理 役
- 新・三匹が斬る! 第12話「非情剣！これが噂のオオカミ男」（1992年） - 坂部重房 役
- ゴリラ・警視庁捜査第8班 第7話「キッドナップカンパニー」（1989年）
- はぐれ刑事純情派 第2シリーズ（1989年）
  - 第5話「安浦刑事老警察犬を特訓す」 - 麻倉社長
  - 第26話「金庫番の女」 - 板垣小片 役
- さすらい刑事旅情編 第3シリーズ 第17話「冬の能登半島・時効を待つ二人の女」（1991年）
- 大空港'92（1992年） - 石田良名 役
- 土曜ワイド劇場
  - 禁断の実の美女 江戸川乱歩の「人間椅子」（1984年） - 田村社長 役
  - 西村京太郎トラベルミステリー 第20作（1991年） - 崎田利雄 役
  - 混浴露天風呂連続殺人 第13作（1994年） - 高木和雄 役
  - 女弁護士 朝吹里矢子 第5作（1998年） - 西島警部 役
  - はみだし刑事情熱系 PART5 第9話「銃弾の雨と一億円と水びたしにされた女」
  - 温泉(秘)大作戦 第8作（2009年） - 佐山道夫 役

#### テレビ東京
- 日本怪談劇場 第10話「怪談 笠森お染 幽霊茶屋」（1970年） - 今村丹三郎
- 大江戸捜査網
  - 第237話「闇夜に咲いた夫婦花」（1976年） - 湊屋利三郎
  - 第288話「浪人殺しの陰謀」（1977年） - 久保寺左内
  - 第331話「大雪原の決闘!」（1978年） - 真田義次/義輝（二役）
  - 第368話「高利貸し百一文の陰謀」（1978年） - 村川忠左衛門 役
  - 第405話「潜入 決死の悪人狩り」（1979年） - 磯貝源十郎 役
  - 第438話「女三味線わかれ唄」（1980年） - 佐倉庄之助 役
  - 第466話「女賊が捨てた殺しの分け前」（1980年） - 庄吉 役
  - 第566話「凶弾! 白い肌の襲撃者」（1982年） - 磯川一之進 役
- 隠密・奥の細道 第3話「那須野に揺れるかさね草」（1988年）
- あばれ八州御用旅（1991年） - 山中義勝 役
- お助け同心が行く!（1993年） - 若狭屋 役

### 映画
- その夜は忘れない（1962年、大映）
- 上を向いて歩こう（1962年、日活）
- われ一粒の麦なれど（1964年、東宝）
- 明日また生きる（1970年、松竹）
- 花の不死鳥（1970年、松竹）
- 影の車（1970年、松竹）
- 塩狩峠（1973年、松竹）
- 化石（1975年、東宝）
- 突然、嵐のように（1977年、東宝）
- 巣立ちのとき 教育は死なず（1981年、共同映画）
- 死線を越えて 賀川豊彦物語（1988年、現代ぷろだくしょん）
- 招かれざる訪問者
- 集団左遷（1994年、東映）

### 舞台
- ラ・マンチャの男（1977年） - 隊長 役
- 蝉しぐれ（2007年）
- 明治座7・8月コロッケ特別公演「棟方志功物語」（2011年7月5日-8月14日、明治座）
- 女たちの忠臣蔵（2012年・2013年、明治座・博多座） - 細川越中守綱利 役 ※竹脇無我の代役。
- 草月ホールで逢いましょう!（2022年）

### 吹き替え
- 刑事コロンボ 黒のエチュード - アレックス・ベネディクト（ジョン・カサヴェテス）※NHK版
- 警部マクロード 第1シーズン 第10話「もうひとりの演奏者」（ゲイリー・コリンズ）
- 緑の館 - アベル（アンソニー・パーキンス）※NHK版
- 白鯨 - イシュメール（リチャード・ベイスハート）※日本テレビ版
- 不思議な村 - カーティス（ウィリアム・シャトナー）
- ミセス・コロンボ「ごちそうはキャビア」 - （サム・グルーム）

### CM
- 新スマイル（ライオン）